# Ain’t She Sweet
Az Ain’t She Sweet a 20. század első felének népszerű, az úgynevezett Roaring Twenties korszak meghatározó dala. Szövegét Jack Yellen, zenéjét Milton Ager szerezte eredetileg a lányának, Shanának. 1927-ben adta ki a Bornstein, Inc. Ezzel a zenéjükkel a két szerző bekerült a Songwriters Hall of Fame-be, valamint részesei lettek a Tin Pan Alley-nek. 

## A The Beatles-változat
Az együttes 1957 és 1962 között előadta a dalt fellépésein. Az együttes valószínűleg a dal 1956-os, Gene Vincent-féle változatát ismerhette. A Beatles feldolgozást 1961 nyarán rögzítette az NSZK-ban, Hamburg városában. Ezeken részt vett Tony Sheridan is. A Polydor cég a hét felvett dalból csak a My Bonnie-t és a The Saints címűt dobta az angol lemezpiacra. Az Ani't She Sweet csak három évvel később került piacra, mikor is az együttes már világhírűvé vált. 1964-ben kis-, majd nagylemezre is felkerült a dal (ahol 24. helyezést ért el). Az USA-ban is megjelent ugyanezen évben, és itt már a 19. helyet érte el. Az amerikai ATCO Records annyira erőtlennek találták Pete Best dobolását, hogy egy sessiondobost, Bernard Purdie-t bíztak meg, hogy a korai Beatles-anyagokra egy új dobalapot rájátsszon.
A dalt később, 1969. július 24-én, a Sun King című dal munkálatai alatt Lennon rekedt hangon, rögtönözve adta elő, ragtime stílusban.
Az együttes a dal 1961-ben rögzített változatát az Anthology 1, míg az 1969-es változatot az Anthology 3 válogatásalbumon adta ki.

### Közreműködött
Ian MacDonald állítása szerint:

#### The Beatles
- John Lennon – ének, ritmusgitár
- Paul McCartney – basszusgitár
- George Harrison – szólógitár
- Pete Best – dob